# XYY症候群

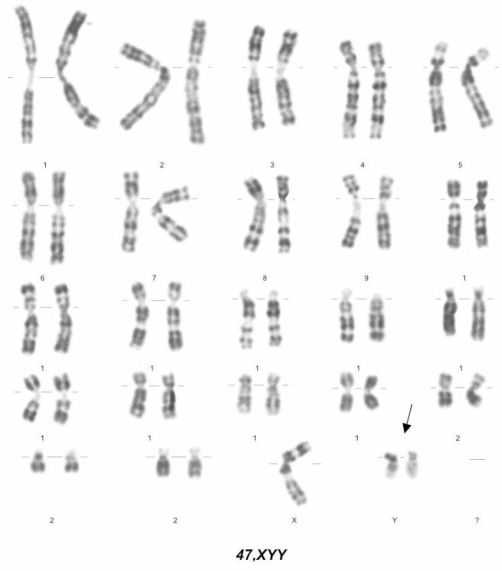
XYY症候群の染色体。

XYY症候群（XYYしょうこうぐん）、またはヤコブ症候群（Jacob's syndrome）、スーパー男性は、ヒトの男性がY染色体を一つ多く受け取ってしまった故に47,XYY核型ができてしまう性染色体の異常である。
表現型に関しては全く異常がなく、多くの(例：イギリスの97％）男性が自分の核型を知っているわけではないため、専門家の中にはこの状態に症候群という言葉を使うことに対して疑問に思っている者もいる。

## 身体的特徴
3つのX/Y染色体における偽常染色体領域（en:pseudoautosomal region (PAR1)）のSHOX( SHOX)の遺伝子の適用量の増加は、47XXX,47XYY,47XXYの3つの3倍体すべてにおける身長の値の増加の一因となる。
この症候群が研究され始めたころ、ひどいニキビに悩まされるという症例が報告されたが、現在ニキビ専門の皮膚病学者から、47XYY染色体とニキビの関係はないのではないかと疑われている。
先天的および後天的なテストステロンレベルは、他の男性と同じ値である 。 
2012年時点の研究によると、このような染色体を持つ男性が、生殖などに関して特別な健康上の問題を抱えているケースはそれほど見られない。XYY染色体をもっていても子供を作ることが可能である。